# David Payne
David Thorn Payne (Cincinnati, 24 luglio 1982) è un ostacolista statunitense, specializzato nei 110 metri ostacoli.

## Palmarès
| Anno | Manifestazione      | Sede           | Evento   | Risultato | Prestazione | Note                                     |
| ---- | ------------------- | -------------- | -------- | --------- | ----------- | ---------------------------------------- |
| 2007 | Giochi panamericani | Rio de Janeiro | 110 m hs | Argento   | 13"43       |                                          |
| 2007 | Mondiali            | Osaka          | 110 m hs | Bronzo    | 13"02       | Miglior prestazione personale            |
| 2008 | Giochi olimpici     | Pechino        | 110 m hs | Argento   | 13"17       | Miglior prestazione personale stagionale |
| 2009 | Mondiali            | Berlino        | 110 m hs | Bronzo    | 13"15       |                                          |